# 瀬戸川 (愛知県)

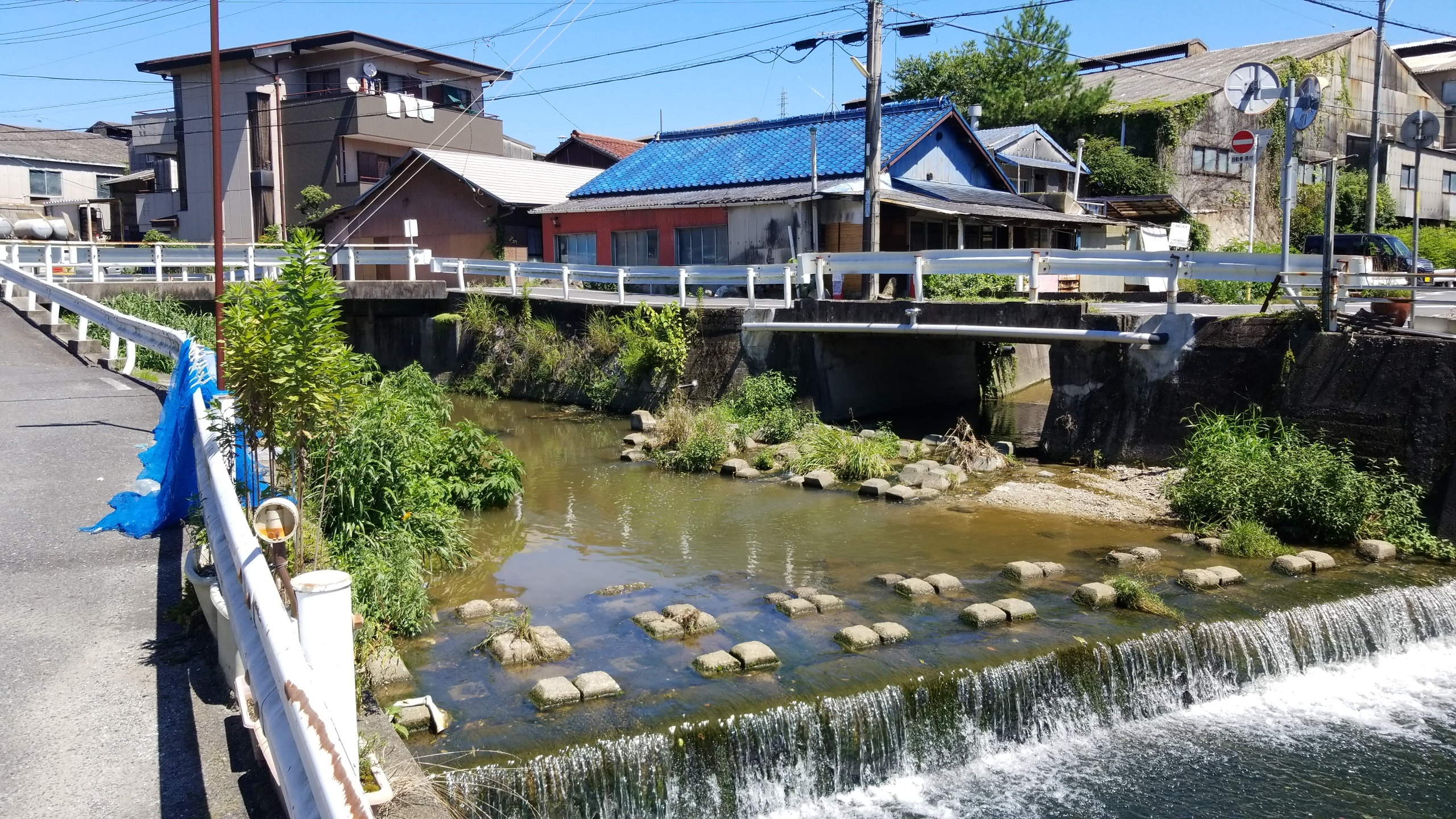
瀬戸川と拝戸川の合流点

瀬戸川（せとがわ）は、愛知県瀬戸市を流れる庄内川水系の一級河川。

## 流路
愛知県瀬戸市古瀬戸町において、紺屋田川と古瀬戸川が合流した地点から下流が瀬戸川となり、古瀬戸町で国道248号をくぐってからは市街地を流れ、山脇町で大きく湾曲して西へ流れていく。山脇町を通ってからは川幅も広くなり、緩やかなS字を描きながら市役所前を通り、共栄通で瀬戸街道（国道363号・愛知県道61号名古屋瀬戸線 重複区間）をくぐり西原町で矢田川に合流している。

## 水質
瀬戸川流域は古くからの陶磁器の一大産地（瀬戸焼）であり、その産業排水による水質汚濁が進んでいたが、近年、下水道整備の進捗や河川浄化の意識の高まり等により、水質が徐々に改善されてきている。

## 流域の自治体
愛知県
瀬戸市、尾張旭市

## 流域の主な施設

### 河川敷利用
- 瀬戸川緑地（瀬戸市川端町）

### 周辺施設
- 陶祖公園
- 招き猫ミュージアム
- 瀬戸市新世紀工芸館
- 瀬戸蔵
- パルティせと
- 名鉄瀬戸線 尾張瀬戸駅・瀬戸市役所前駅
- 瀬戸市立西保育園
- 瀬戸市役所
- 瀬戸市やすらぎ会館
- 瀬戸市西部浄化センター

## 支流
上流より
- 紺屋田川
- 五位塚川
- 古瀬戸川
- 拝戸川
- 北拝戸川
- 一里塚川
- 春雨川
- 寺本川
- 印所川
- 東茨川
- 西茨川
- 陣屋川
- 孫田川
- 桜川
- 勘右エ門川
- 旭境川

## 橋梁一覧
上流より記載
- 巴橋
- 刎田橋（国道248号・国道363号 重複区間）
- 公園橋
- 東橋
- 中橋
- 宮脇橋
- 神明橋
- 宮前橋
- 記念橋（国道248号・国道363号・愛知県道207号定光寺山脇線 重複区間）
- 窯神橋
- 瀬戸橋（国道155号）
- 陶原歩道橋
- 山脇橋
- 十三橋
- 新京橋
- 吉田橋
- 新共栄橋
- 川端歩道橋
- 内浦歩道橋
- 内浦橋
- 效範橋（愛知県道208号上半田川名古屋線）
- 今村橋（愛知県道22号瀬戸環状線）
- 共栄橋（愛知県道61号名古屋瀬戸線）
- 三郷橋
- 狩宿橋（愛知県道208号上半田川名古屋線）

- 巴橋
- 刎田橋
- 公園橋
- 東橋
- 中橋
- 宮脇橋
- 神明橋
- 宮前橋
- 記念橋
- 窯神橋
- 瀬戸橋
- 陶原歩道橋
- 山脇橋
- 十三橋
- 新京橋
- 吉田橋